# How to Rob a Bank
How to Rob a Bank (bra: Como Roubar um Banco; prt: Como Assaltar um Banco) é um filme independente de comédia policial dos Estados Unidos. Ele estreou em 25 de junho de 2007 no Festival de Cinema de Los Angeles, e teve um lançamento limitado nos Estados Unidos em 8 de fevereiro de 2008. O filme é sobre um homem que é pego no meio de um assalto a banco, terminando no cofre com a ladra de um grupo de ladrões que ele trata como refém. Depois de arrecadar US$ 1 006 no mercado doméstico, o filme foi lançado em DVD em 2 de setembro de 2008. O filme faz muitas referências à famosa banda pop britânica Duran Duran.

## Sinopse
Um assalto onde tudo dá errado. Jenx (Stahl) e Jéssica (Christensen) estão presos em um cofre, com um ladrão e sua quadrilha fora do cofre, e a polícia do lado de fora do banco. Quando as coisas parecem ter uma solução algo de novo surge e nada é resolvido nesta situação intensa entre policiais e ladrões.[carece de fontes?]

## Elenco
- Nick Stahl… Jason 'Jinx' Taylor, o civil inocente.
- Erika Christensen… Jessica, a refém
- Gavin Rossdale… Simon, o líder dos assaltantes de bancos e o principal antagonista do filme.
- Terry Crews… oficial DeGepse, responsável pelas negociações.
- David Carradine… Nick, um capanga
- Leo Fitzpatrick… Gunman
- Adriano Aragon… oficial Linstrom, sócio de Degepse.
- Britt Delano… Key Witness, o mentor e principal vilão do filme.
- Wyatt Trips… Participação